# Tricarpelema glanduliferum
Tricarpelema glanduliferum là một loài thực vật có hoa trong họ Commelinaceae. Loài này được (J.Joseph & R.S.Rao) R.S.Rao miêu tả khoa học đầu tiên năm 1980.